# Yann Trégouët
Yann Trégouët (Parigi, 25 gennaio 1975) è un attore francese.

## Filmografia

### Cinema
- Tre colori - Film blu (Trois couleurs: Bleu), regia di Krzysztof Kieślowski (1993)
- Le déménagement, regia di Denis Dercourt (1997)
- Artemisia - Passione estrema (Artemisia), regia di Agnès Merlet (1997)
- La guerre dans le Haut Pays, regia di Francis Reusser (1998)
- Il piccolo ladro (Le petit voleur), regia di Erick Zonca (1999)
- La ville est tranquille, regia di Robert Guédiguian (2000)
- South, regia di Jean-Claude Thibaut - cortometraggio (2001)
- Marie-Jo e i suoi due amori (Marie-Jo et ses deux amours), regia di Robert Guédiguian (2002)
- Fureur, regia di Karim Dridi (2003)
- La faucheuse à ma mère, regia di Carole Guenot - cortometraggio (2004)
- J'ai besoin d'air, regia di Natacha Samuel (2005)
- Camping sauvage, regia di Christophe Ali e Nicolas Bonilauri (2005)
- Au royaume des aveugles, regia di Jean-Luc Gaget - cortometraggio (2005)
- Itinéraires, regia di Christophe Otzenberger (2005)
- Lady Jane, regia di Robert Guédiguian (2008)
- Nés en 68, regia di Olivier Ducastel e Jacques Martineau (2008)
- Les contre-jours, regia di Gabriel Franck - cortometraggio (2008)
- Pina Colada, regia di Alice Winocour - cortometraggio (2009)
- L'armée du crime, regia di Robert Guédiguian (2009)
- Face, regia di Christophe Deram - cortometraggio (2011)
- Alésia, le rêrve d'un roi nu, regia di Christian Boustani e Gilles Boustani - cortometraggio (2011)
- Le secret de l'enfant-fourmi, regia di Christine François (2011)
- La mer à boire, regia di Jacques Maillot (2011)
- Sister (L'enfant d'en haut), regia di Ursula Meier (2012)
- Crac!, regia di Thierry Aguila - cortometraggio (2012)
- Sand, regia di Rémi Bigot - cortometraggio (2013)
- Une histoire de fou, regia di Robert Guédiguian (2015)
- Le vice caché des Navajos, regia di Laetitia Mikles - cortometraggio (2017)
- La casa sul mare (La villa), regia di Robert Guédiguian (2017)
- Gloria Mundi, regia di Robert Guédiguian (2019)

### Televisione
- Dock des anges, regia di Bruno Gantillon – film TV (1994)
- Ange Espérandieu, regia di Alain Schwartzstein – film TV (1995)
- Le parfum de Jeannette, regia di Jean-Daniel Verhaeghe – film TV (1996)
- Les précieuses ridicules, regia di Georges Bensoussan – film TV (1997)
- Le destin des Steenfort – miniserie TV, 1 episodio (1999)
- Les Steenfort, maîtres de l'orge – serie TV, 3 episodi (1996-1999)
- Un homme en colère – serie TV, 1 episodio (2000)
- Autrement, regia di Christophe Otzenberger – film TV (2002)
- Mentir un peu, regia di Agnès Obadia – film TV (2006)
- L'embrasement, regia di Philippe Triboit – film TV (2007)
- Suite noire – serie TV, 1 episodio (2009)
- 4 garçons dans la nuit – serie TV (2010)
- Chez Maupassant – serie TV, 1 episodio (2011)
- Le désert de l'amour, regia di Jean-Daniel Verhaeghe – film TV (2012)
- La collection - Ecrire pour... le jeu des sept familles – serie TV, 1 episodio (2013)
- Mon ami Pierrot, regia di Orso Miret – film TV (2013)
- Le Boeuf clandestin, regia di Gérard Jourd'hui – film TV (2013)
- Une femme dans la Révolution, regia di Jean-Daniel Verhaeghe – miniserie TV (2013)
- Marion, 13 ans pour toujours, regia di Bourlem Guerdjou – film TV (2016)
- Les secrets, regia di Christophe Lamotte – miniserie TV (2018)
- Profiling (Profilage) – serie TV, 2 episodi (2018)
- Alex Hugo – serie TV, 1 episodio (2020)
- Alice Nevers - Professione giudice (Le juge est une femme) – serie TV, 1 episodio (2020)
- Balthazar – serie TV, episodio 3x01 (2020)

## Riconoscimenti
- 2007 – Étoiles d'Or
  - Nomination Miglior rivelazione maschile per Itinéraires